# Żywot Pięciu Braci Męczenników
Żywot Pięciu Braci Męczenników (łac. Vita quinque fratrum martyrum; znany też jako Adiuva, Deus..., Dopomóż, Boże...) – średniowieczny utwór łaciński przedstawiający historię Pięciu Braci Męczenników autorstwa Brunona z Kwerfurtu.

## Okoliczności powstania
Utwór powstał prawdopodobnie podczas hipotetycznego pobytu Brunona na dworze Bolesława Chrobrego na przełomie 1005 i 1006 lub podczas drugiego hipotetycznego pobytu w 1008. Możliwe także, że podczas pierwszego pobytu powstała krótsza wersja Żywota, zaś podczas drugiego został on rozbudowany o opis cudów. Dokładnie położenie eremu nie jest znane – przez różnych badaczy sytuowany był w miejscowościach Międzyrzecz, Kaźmierz, Kazimierz Biskupi.
Bruno był bezpośrednio związany z opisywanymi wydarzeniami – znał osobiście dwóch zakonników i miał wziąć udział w misji razem z nimi – co dodaje wiarygodności przedstawionym faktom (np. według słów autora opis morderstwa oparty jest na relacji samego sprawcy zabójstwa). Z tego powodu w treść utworu wplecione są wątki autobiograficzne, zaś narracja bywa subiektywna i nacechowana emocjonalnie. Autor umieścił wydarzenia na tle sytuacji międzynarodowej i przedstawił jako godny uwagi epizod dziejów zachodniego chrześcijaństwa.

## Opis utworu
Utwór opowiada historię pięciu mieszkańców eremu (pustelników i ich sługi) zamordowanych w nocy z 12 na 13 listopada 1003 roku podczas napadu. Składa się z 32 rozdziałów różnej objętości. Ułożony jest kunsztowną, retoryczną prozą łacińska, ozdobioną wieloma tropami i figurami stylistycznymi.
Żywot łączy w sobie elementy typowe dla utworu hagiograficznego: vita (opis życia), passio (męczeństwo) i opis cudów (miracula). Wykorzystuje retoryczny, trzyczęściowy schemat: wstęp, opowiadanie i zakończenie. Rolę wstępu pełni wypowiedź umniejszająca kwalifikacje autora i wezwanie do Boga, by pomógł w opisaniu wydarzeń. Środkowa część utworu składa się z trzech, różnej długości fragmentów opisujących wydarzenia we Włoszech przed podjęciem misji, losy misjonarzy w Polsce i działania Brunona za granicą oraz ostatnie dni i męczeństwo braci. Zakończenie utworu stanowi opis cudów dziejących się w miejscu męczeństwa.

## Hipotezy
Zdaniem m.in. Gerarda Labudy wspomniany w Żywocie brat Antoni może być tożsamy z opatem Tuni wzmiankowanym w Kronice Thietmara. Według przekazu Thietmara z Merseburga opat był wysłannikiem Chrobrego do cesarza Henryka II w 1015 w trakcie wojny polsko-niemieckiej 1015–1018 oraz w 1018 podczas wyprawy kijowskiej. Jednak według Aleksandra Gieysztora utożsamianie opata Tuni z Antonim nie jest uzasadnione.